# Mysmenopsis schlingeri
Mysmenopsis schlingeri là một loài nhện trong họ Mysmenidae.
Loài này thuộc chi Mysmenopsis. Mysmenopsis schlingeri được Norman I. Platnick & Mohammad U. Shadab miêu tả năm 1978.